# Rozšíření hry
Rozšíření hry je doplněk k již vydané hře. Rozšíření hry obsahuje nová herní prostředí, mapy, funkce, zbraně, objekty, pokračování v herním příběhu apod. K používání rozšíření je zpravidla nutná původní hra, někdy lze však rozšíření hrát samostatně. U stolních her může být příkladem Carcassonne a na jedné straně rozšíření Hostince a katedrály, Kupci a stavitelé, Princezna a drak, Věž, která jsou vázána na původní hru, a na druhé straně svébytná rozšíření Lovci a sběrači, Hrad, Město, Objevitelé, která lze hrát bez původní hry, přičemž jsou založená na obdobných herních principech původní hry. A speciální situace vzniká u hry Dominion, kde vlastně existují dvě základní hry (originální Dominion a Dominion: Intriky), které je možné kombinovat, a všechna rozšíření je možné použít k jakékoli z nich.
V prostředí počítačových her se rozšíření hry běžně označuje jako datadisk. Příkladem mohou být datadisky Tribunal a Bloodmoon ke RPG The Elder Scrolls III: Morrowind či datadisky Warcraft II: Beyond the Dark Portal a Warcraft III: The Frozen Throne k jednotlivým dílům herní série Warcraft. V případě hry World of Warcraft je potřeba pro (druhé) Rozšíření hry to první kvůli upravení hodnot, které byly uvedeny v prvním rozšíření. Po určité době od vydání datadisků někteří vydavatelé uvolňují společnou kolekci základní hry a datadisku či více datadisků. Tato vydání bývají označována jako zlaté či platinové edice, nebo také jako hra roku (GOTY – Game Of The Year).